# Парфорсная охота

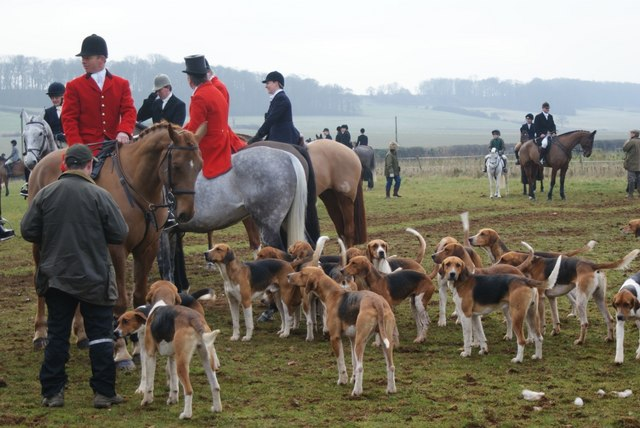
Перед началом парфорсной охоты, начало XXI века, Великобритания

Парфорсная охота (фр. chasse à courre, нем. Parforcejagd; от фр. par force — силой) — вид охоты с гончими собаками, которые гонят зверей до их полного изнеможения. С начала XIX века практикуется как вид полевого конного спорта и носит название парфорсной езды.

## История
Парфорсная охота была известна ещё древним галлам и достигла наибольшего блеска и великолепия во Франции в царствование Людовика XIV (король в 1643—1715 годы); охотились преимущественно на оленей, содержали огромный штат прислуги, пеших и конных егерей, была специальная охотничья музыка, получившая полное развитие при Людовике XV (правил 1715—1774).
Парфорсная езда
К концу XIX века характер французской парфорсной охоты существенно изменился под влиянием Англии, где к началу XIX века выработался новый тип парфорсной охоты, в котором дичь стала лишь предлогом для охоты, а на первый план вышло упражнение в скачке с препятствиями, — не по определённому заранее направлению, а по неизвестной местности. Из-за такого отношения, а также чтобы не тратить время на разыскивание дичи, парфорсная охота стала проводиться обыкновенно на животных (оленей, коз, лисиц и др.), выдерживаемых в парках и выпускаемых на место охоты лишь за несколько часов до её начала. Таких животных старались отбить от собак живыми, для того чтобы сберечь их для другой охоты.
Парфорсная охота в Англии, особенно на лисиц, может быть названа национальной из-за её огромного исторического значения для целой страны не только в качестве главного спорта, но и важной отрасли сельского хозяйства. Содержание множества собак и лошадей, пикёров (старший псарь, доезжачий) и наездников, стоившее очень дорого, давало занятие тысячам людей и немалые выгоды земледельцам-фермерам, выводящим гонтеров и воспитывающим щенков. В 1894 году в Великобритании насчитывалось 23 стаи стегхаундов (охотничьи собаки на оленей) и 336 стай фоксхаундов (на лис). Много стай, предоставленных в общее пользование, содержалось правительством. Благодаря парфорсной охоте англичане имели прекрасных (полукровных) лошадей для кавалерии. Во время открытия сезона охоты приостанавливалось обычное течение дел и пустел парламент. Все политические знаменитости Англии того периода, почти без исключений, были парфорсными охотниками.
Кроме Англии и Франции, парфорсная охота была в моде в Германии, Италии и Австрии; в России, кроме Императорской охоты в Гатчине, вообще было мало организованных кровных парфорсных стай.

## Процесс охоты
Во главе парфорсной охоты стоял её заведующий (он же, обыкновенно, владелец стаи гончих), пикёр (нем. Hantsinan, фр. piqueur, вроде доезжачего) и 2—3 выжлятника (фр. valet de chien). Сама охота начиналась с того, что в ближайших от места сбора кустах или в лесу бросали (пускали) гончих, которые из-за того, что дичь приготовлялась заранее, скоро нападали на её след. Пока дичь кружит и не выходит из леса, охотники разъезжают по опушке, но как только стая собак выгонит дичь из леса, начинается, вслед за ней и собаками, бешеная скачка, не знающая никаких препятствий — ни каменных стен, которыми обносятся поля, ни заборов, ни широких канав. Любящие спорт местные жители спешат запереть все ворота, чтобы затем любоваться лихими прыжками всадников. Скачка прерывается, когда собаки теряют след дичи, и снова начинается, как только след снова найден. Загнав лисицу или зайца, собаки часто мгновенно разрывают их на мелкие части; когда удается отбить дичь от собак, они получают голову, внутренности и пазанки.

### В Англии
В Англии охотник, подоспевший к финалу травли первым после доезжачего, считался царём охоты: ему предоставлялась честь вечером за обедом провозгласить тост за здоровье королевы. В Англии парфорсная охота подразделяется на классы, определяемые степенью пересеченности района охоты, родом дичи и, наконец, достоинством собак и лошадей. Охота на оленя и козу, а в некоторых местностях и на лисицу, считалась первоклассной; в других местностях охоту на лисицу относили к среднему классу, охота же на зайца почти повсеместно признаётся низшей.
Первоклассные охоты
В первоклассных охотах охотники выезжали на особых лошадях — гонтерах; стая собак (до 40 штук) составлялась из стегхаундов (английские оленьи гончие собаки) или фоксхаундов (на лис); сами охотники должны были быть тренированы, то есть подготовлены к скачке и иметь по 5—6 лошадей, так как после каждого дня охоты (охотничий сезон продолжался непрерывно в течение пяти месяцев, начиная с ноября) лошадь требовала 3—4 дней отдыха.
Внешняя обстановка первоклассной охоты чрезвычайно эффектна: весь персонал охоты одевается в красные фраки, чёрные бархатные жокейские фуражки, лосиные панталоны и длинные ботфорты со шпорами; в руках арапники, а в чушках сёдел (сумка или чехол) небольшие прямые медные трубы, в которые трубят для отставших и для сбора; на ноги лошадей надеваются ноговицы из кожи, от колена до бабки, для того, чтобы при скачке не обдирать себе ноги об колючки и кусты.
Охоты среднего класса
На охоте среднего класса предъявляются меньшие требования к ездоку, лошадям и собакам; низший класс охоты доступен всякому, имеющему хотя бы упряжную лошадь, идущую под-верх; взимается лишь небольшая плата в пользу содержащего стаю клуба. Местность для неё выбирается более ровная, а стая составляется из менее чутьистых (обладающих хорошим чутьем) и паратых (резвых) гончих.

### Искусственные парфорсные охоты
За неимением живой дичи, за границей устраивали иногда искусственные парфорсные охоты:
- охота волоком (нем. Schleppjagd), в которой заранее убитую дичь волочат пешком или верхом по избранному направлению и определённым препятствиям и затем пускают по следу собак, за которыми скачут охотники;
- охота по бумажному следу (нем. Schnitzeljagd, англ. paper-bunt, лисичка) производится без собак и состоит в скачке по следу, который прокладывается разбрасыванием бумажных лоскутьев; всадник, бросавший бумагу, под конец прячется и только при приближении охоты он выскакивает и ведёт скачку. Охотник, поймавший его за лисий хвост, привязанный к руке, признаётся царём охоты и получает приз.